# Kaapse griel
De Kaapse griel (Burhinus capensis) is een vogel uit de familie van grielen (Burhinidae). De vogel komt voor in grote delen van Afrika ten zuiden van de Sahara.

## Herkenning
De vogel is 37 tot 44 cm lang en weegt 375 tot 610 g. Deze griel is net zo groot als de gewone griel, maar onderscheidt zich door een duidelijk stippelpatroon op de bovendelen. De koptekening is minder uitgesproken dan bij andere soorten grielen en ook op de vleugels ontbreken opvallende patronen.

## Verspreiding en leefgebied
Deze soort komt wijdverspreid voor in Afrika en plaatselijk in het zuiden van het Arabisch schiereiland en telt vier ondersoorten:
- B. c. maculosus: van Senegal tot Somalië zuidelijk tot noordelijk Oeganda en noordelijk Kenia.
- B. c. dodsoni: de Somalische kuststreek en plaatselijk in Jemen en Oman.
- B. c. capensis: van zuidelijk Kenia tot Zuid-Afrika, westelijk van Zambia tot Angola.
- B. c. damarensis: Namibië, Botswana en westelijk Zuid-Afrika.

Het leefgebied bestaat uit droog terrein, ver van water zoals droge graslanden, savanne en half open bebost gebied bij voorkeur met een ruwe ondergrond van rots en beschutting in de vorm van bomen en struikgewas, maar ook wel in grote parken, op sportterreinen en stranden.

## Status
De grootte van de wereldpopulatie is niet gekwantificeerd. Men veronderstelt dat de soort in aantal stabiel is. Om deze redenen staat de Kaapse griel als niet bedreigd op de Rode Lijst van de IUCN.